# Agra felix
Agra felix is een keversoort uit de familie van de loopkevers (Carabidae). De wetenschappelijke naam van de soort is voor het eerst geldig gepubliceerd in 1951 door de Duitse entomoloog Max Liebke.